# Bienal de Artes Plásticas Ciudad de Albacete
La Bienal de Artes Plásticas Ciudad de Albacete, conocida también como Bienal de Albacete, es una exposición internacional de artes plásticas que se celebra cada dos años en la ciudad española de Albacete.

## Historia
La Bienal de Artes Plásticas Ciudad de Albacete nació en 1986. Desde entonces han sido miles los artistas que han concurrido a ella. Se celebra en septiembre cada año par y es organizada por el Ayuntamiento de Albacete. Las mejores obras del certamen (unas 60 elegidas cada edición de unas 400) son seleccionadas para participar en la exposición internacional de la Bienal, que tiene lugar en el Museo Municipal de Albacete cada año par en el marco de la Feria de Albacete.

## Premios
Las obras presentadas optan a un premio final, que, económicamente, estuvo dotado con 10 000 € en 2014. Asimismo, el Ayuntamiento de Albacete contó con otra dotación de 10.000 € para la adquisición de obra, además de otras dotaciones económicas de entidades y empresas para el mismo fin. El jurado estuvo formado, en 2014, por el pintor Antonio López García, el director del Museo Thyssen, Guillermo Solana, el escultor Julio López Hernández y el profesor de la Universidad Autónoma de Madrid Luis Mayo.